# Peckelachertus
Peckelachertus is een geslacht van vliesvleugeligen uit de familie Eulophidae. De wetenschappelijke naam van dit geslacht is voor het eerst geldig gepubliceerd in 1970 door Yoshimoto.

## Soorten
Het geslacht Peckelachertus omvat de volgende soorten:
- Peckelachertus anglicus Graham, 1977
- Peckelachertus diprioni Yoshimoto, 1970